# Uromys
Uromys (Peters, 1867) è un genere di Roditori della famiglia dei Muridi.

## Descrizione

### Dimensioni
Al genere Uromys appartengono roditori di grandi dimensioni, con lunghezza della testa e del corpo tra 204 e 335 mm, la lunghezza della coda tra 228 e 375 mm e un peso fino a 1020 g.

### Caratteristiche craniche e dentarie
Il cranio è massiccio, con una scatola cranica schiacciata, l'osso inter-orbitale compresso, le creste sopra-orbitali ben sviluppate, il palato corto e i fori palatali anteriori brevi. Le bolle timpaniche sono piccole. Gli incisivi sono robusti, mentre i molari hanno una struttura delle cuspidi semplificata. 
Sono caratterizzati dalla seguente formula dentaria:

### Aspetto
L'aspetto è quello di un grande ratto ricoperto da una pelliccia corta, densa e relativamente ruvida. Le zampe sono adattate alla vita arboricola. I piedi sono larghi e robusti, con il quinto dito lungo e il quarto talvolta leggermente più lungo del terzo. Gli artigli sono grandi e robusti. La coda è solitamente più lunga della testa e del corpo ed è ricoperta da scaglie disposte a mosaico, piuttosto che ad anello, ognuna corredata da un singolo pelo. Le femmine hanno due paia di mammelle inguinali.

## Distribuzione
Si tratta di roditori arboricoli diffusi in Australia, Nuova Guinea, Isole Salomone ed alcune isole vicine.

## Tassonomia
Il genere comprende 10 specie.
- Sottogenere Cyromys (Thomas, 1910)
  - Uromys imperator
  - Uromys porculus
  - Uromys rex
  - Uromys vika
- Sottogenere Uromys
  - Uromys anak
  - Uromys boeadii
  - Uromys caudimaculatus
  - Uromys emmae
  - Uromys hadrourus
  - Uromys neobritannicus
  - Uromys siebersi